# 維吉尼亞州第十步兵團
維吉尼亞州第十步兵團（英語：10th Virginia Infantry）成立於維吉尼亞州西北部之雪倫多亞河谷。

## 組織
第十步兵團之成員多為自願兵，主要來自佩奇縣、羅京安縣和麥迪遜縣。一共有十個連，後來新成立多兩個，即K和L。

## 戰場生涯
- 第一次馬納沙斯之役
- 河谷會戰
- 細得山之役，第十步兵團遭受十分慘重的損失。
- 馬丁斯堡之役
- 錢斯勒斯維爾戰役，此步兵團參加了石牆傑克森發動的突擊，幾乎打垮了聯邦的第十一兵團，但亦因而失去1/3的兵力。
- 蓋茨堡之役
- 莽原之役
- 史波特斯凡尼亞郡府之役
- 1864年河谷會戰
- 第三次溫徹斯頓之役
- 非瑟丘之役
- 細德溪之役
- 彼得斯堡圍城戰
- 阿波馬托克斯郡府之役